# Кузбасский мост (Кемерово)
Кузба́сский мост — шестиполосный мост через реку Томь, соединяющий Ленинский район с Рудничным районом города Кемерово. Является частью улицы Терешковой и автомобильной дороги федерального значения М53 «Сибирь» Новосибирск — Кемерово — Красноярск — Иркутск.
Строительство моста началось в 1972 году. Сдача в эксплуатацию состоялась в 1981 году.
В 2005 году проводились ремонтные работы по расширению проезжей части и строительство троллейбусной линии. В 2009 году проводилось восстановление опорных частей и деформационных швов, а в 2010—2011 годах проводилась антикоррозийная защита металлоконструкций. В 2013 году проводилось восстановление гидроизоляции железобетонной плиты проезжей части моста.
По Кузбасскому мосту проходит улица Терешковой, которая начинается от проспекта Шахтёров и заканчивается в посёлке Металлоплощадка. С 2005 года мост шестиполосный для автомобильного транспорта, по краям имеет две полосы для движения пешеходов.
По Кузбасскому мосту ходит троллейбус № 12.

## Технические характеристики
- Длина — 615 метров.
- Ширина — 26,8 метров.
- Ширина пешеходных тротуаров — 2,15 метра.